# Auto-Cycle Union
De Auto-Cycle Union (ACU) is de overkoepelende bond voor motorsport in Groot-Brittannië, de Kanaaleilanden en het Eiland Man. In Noord-Ierland wordt motorsport bedreven onder verantwoordelijkheid van de MCUI.
De ACU werd in 1903 opgericht, maar kreeg haar huidige naam in 1907. De doelstelling was indertijd het ontwikkelen van het motorrijden met behulp van motorclubs en het motortoerisme te bevorderen. De ACU was een van de mede-oprichters van de Europese overkoepelende motorsportbond Fédération Internationale des Clubs Motocyclistes (FICM, tegenwoordig "FIM") in 1904. Ze nam ook het initiatief voor de eerste Tourist Trophy van Man in 1907. In 1911 nam ze ook de organisatie van de TT op zich. In 1912 nam ze samen met de Nederlandsche Motorwielrijders Vereeniging het voortouw bij de "heroprichting" van de FICM, die sinds 1909 vrijwel ingeslapen was. In 1927 ondersteunde ze de organisatie van de TT van Assen bij het internationaal maken van deze wedstrijd.
De ACU orgiseert tegenwoordig grasbaanraces, enduro's, crosswedstrijden, wegraces, speedwaywedstrijden en trialwedstrijden.
Bovendien stelt ze veiligheidseisen voor wedstrijden vast in samenwerking met de FIM.